# 종합 스포츠 경기 대회
종합 스포츠 경기 대회는 여러 스포츠 종목 경기가 함께 진행되는 대회를 말한다.

## 올림픽
올림픽은 가장 인기있는 종합 스포츠 경기 대회로, 각 대륙의 수천 명의 선수들이 모여서 여름과 겨울 스포츠로 경기를 한다. 이 대회는 2년마다 열리는데, 하계 올림픽과 동계 올림픽이 번갈아 개최된다. 올림픽 경기는 국제 올림픽 위원회(IOC)가 감독하며 오늘날의 올림픽은 기원전 8세기부터 서기 5세기에 이르기까지 고대 그리스 올림피아에서 열렸던 고대 올림피아 경기에서 비롯되었다. 19세기 말에 쿠베르탱이 고대 올림피아 제전에서 영감을 얻어, 근대 올림픽을 부활시켰다. 이를 위해서 쿠베르탱은 1894년에 IOC를 창설했으며, 2년 뒤인 1896년에는 그리스 아테네에서 제1회 올림픽이 열렸다. 이 때부터 IOC는 올림픽 운동의 감독 기구가 되었으며, 그 조직과 활동은 올림픽 헌장을 따른다. 대회가 끝난 직후에는 장애인을 위한 스포츠 경기 대회인 패럴림픽이 열린다.

## 아시안 게임
4년마다 열리는 아시아 국가들을 위한 종합 스포츠 경기 대회이며, 아시아 올림픽 평의회가 국제 올림픽 위원회의 감독 아래 주관하고 있다. 하계 아시안 게임이 대표되고 있으며, 동계 경기 대회인 동계 아시안 게임, 청소년 대회인 청소년 아시안 게임, 장애인 대회인 장애인 아시안 게임 등이 열리고 있다. 하계, 동계 아시안 게임은 하계, 동계 올림픽의 개최 1년 전에 열리며 청소년 아시안 게임은 하계 아시안 게임의 개최 1년 전, 장애인 아시안 게임은 하계 아시안 게임이 끝난 직후에 열리게 된다. 지역 대회인 동아시안 게임, 서아시안 게임, 남아시안 게임, 중앙아시안 게임, 동남아시안 게임도 열리고 있다. 하계 아시안 게임에서는 중화인민공화국이 압도적인 우위를 차지하고 있으며 그 뒤로 대한민국과 일본이 강세를 보이고 있다.

## 팬아메리칸 게임
4년마다 열리는 아메리카 대륙 국가들을 위한 종합 스포츠 경기 대회이며, 범아메리카 스포츠 기구가 국제 올림픽 위원회의 감독 아래 주관하고 있다. 동계 팬아메리칸 게임은 첫 대회인 1990년 동계 팬아메리칸 게임 이후로 열리지 않고 있으며 청소년 팬아메리칸 게임과 각종 지역 대회가 열리고 있다. 대회에서는 미국이 압도적인 우위를 차지하고 있으며 북미와 남미의 강호들이 출전하는 축구 종목이 큰 볼거리이다.

## 올아프리카 게임
4년마다 열리는 아프리카 국가들을 위한 종합 스포츠 경기 대회이며, 아프리카 국가 올림픽 위원회 연합이 국제 올림픽 위원회의 감독 아래 주관하고 있다. 지역 특성상 동계 대회는 열리지 않으며, 청소년 대회인 청소년 올아프리카 게임과 지역 대회인 중앙아프리칸 게임도 열리고 있다. 나이지리아, 남아프리카 공화국, 알제리, 이집트, 튀니지가 이 대회에서 강세를 보이고 있다.

## 팬아랍 게임
4년마다 열리는 아랍 국가들을 위한 종합 스포츠 경기 대회이며, 아랍 올림픽 위원회가 국제 올림픽 위원회의 감독 아래 주관하고 있다. 아랍 지역의 특성상 아시아 올림픽 평의회에 소속되어 있는 서아시아 국가들과 아프리카 국가 올림픽 위원회 연합에 소속되어 있는 북아프리카 국가들이 같이 참여한다.

## 유니버시아드
국제 대학 스포츠 연맹이 주관하는 종합 스포츠 경기 대회이다. 대학생 혹은 최근에 대학을 졸업한 사람만이 참여 할 수 있으며, 대회는 2년마다 열리게 되는데 하계 유니버시아드와 동계 유니버시아드가 같은 해에 열리고 있다.

## 월드 게임
국제 스포츠 연맹 기구가 주관하는 종합 스포츠 경기 대회이다. 4년마다 대회가 열리고 있으며 당구, 보디빌딩, 볼링, 스쿼시, 우슈 등 올림픽에 채택되지 않은 경기들이 이 대회의 종목으로 채택된다.

## 데플림픽
청각 장애인을 위한 올림픽과 같은 종합 스포츠 경기 대회로 스포츠를 통해 심신을 단련하고 세계 농아 간의 친목도모와 유대 강화를 목적으로 하고 있으며, 대회는 2년마다 열리게 되는데 하계 대회와 동계 대회가 올림픽처럼 번갈아가며 열리고 있다.

## 게이 게임스
4년마다 개최하는 성소수자를 위한 국제 종합 경기 대회이다. 게이 게임스 연맹(Federation of Gay Games)이 대회를 주관한다.

## 전국체육대회
매년 개최하는 대한민국의 종합 스포츠 경기 대회이며 전국소년체육대회와 전국동계체육대회도 열리고 있다.

## 같이 보기
- 코먼웰스 게임
- 이슬람 연대 경기 대회
- 마카비아 경기 대회
- 세계 군인 체육 대회
- 하계 올림픽
- 동계 올림픽
- 월드 게임
- 청소년 올림픽
- 동남아시안 경기 대회